# Agnė Abromaitė-Čiudarienė
Agnė Abromaitė-Čiudarienė (Klaipėda, 15 januari 1979) is een voormalig basketbalspeelster die uitkwam voor het nationale basketbalteam van Litouwen.

## Carrière
Čiudarienė begon haar loopbaan in 1998 bij Lietuvos Telekomas. Met Lietuvos Telekomas werd ze één keer landskampioen van Litouwen in 2002. In 2003 speelde ze een half seizoen voor BLMA in Frankrijk. In 2003 verhuisde ze naar DKSK Miskolc in Hongarije. Na één seizoen ging ze spelen voor UMMC Jekaterinenburg uit Rusland, maar speelde het seizoen uit voor CUS Chieti in Italië. In 2005 keerde ze terug bij TEO Vilnius in Litouwen. Met TEO Vilnius werd ze één keer landskampioen van Litouwen in 2006. In 2007 vertrok ze naar Spanje om te spelen voor Extrugasa Vilagarcia, Real Club Celta Zorka, CDB Zaragoza en Ros Casares Valencia. In 2012 sloot ze haar carrière af bij Kayseri Basketbol in Turkije.
Čiudarienė speelde met Litouwen op het wereldkampioenschap in 2002 en 2006. In 2001, 2007, 2009 en 2011 speelde ze met Litouwen op het Europees kampioenschap.

## Erelijst
- Landskampioen Litouwen: 2
  - Winnaar: 2002, 2006
- Baltic liga: 2
  - Winnaar: 2002, 2006
- Landskampioen Rusland:
  - Derde: 2005
- Bekerwinnaar Rusland: 1
  - Winnaar: 2005